# HWV
Händel-Werke-Verzeichnis (HWV) – pierwszy katalog tematyczny dzieł Georga Friedricha Händla stworzony w 1974 przez Bernda Baselta w związku z jego habilitacją. Wydany został w trzech tomach w latach 1978–1986, jako dodatek do Hallische Händel-Ausgabe . Zawiera informacje o rękopisach i innych materiałach źródłowych .